# Хайнрих II фон Кастел
Хайнрих II (I) фон Кастел (на немски: Heinrich II (I) zu Castell; † сл. 18 март 1307) от род Кастел е от 1253 г. до смъртта си владетел на графство Кастел.

## Биография
Той е вторият син на граф Фридрих I фон Кастел († 1251/1254) и съпругата му Берта фон Хенеберг († сл. 1254), дъщеря на граф Попо VII фон Хенеберг († 1245), бургграф на Вюрцбург, и първата му съпруга Елизабет фон Вилдеберг († 1220).
Около 1253 г. той поема управлението на графството заедно с брат му Херман I († ок. 1289). Те имат политически различия и през 1265/1267 г. разделят графството на две линии. Херман управлява от горния дворец, а Хайнрих от долния дворец до Кастел.

## Фамилия
Първи брак: на 15 юли 1260 г. със София фон Йотинген († ок. 1270), дъщеря на граф Лудвиг III фон Йотинген († 1279).
Втори брак: на 25 март 1273 г. с Аделхайд фон Цолерн-Нюрнберг (* ок. 1260; † 30 май 1307), дъщеря на Фридрих III фон Хоенцолерн, бургграф на Нюрнберг († 1297). Те имат децата:
- Руперт IV (* ок. 1280; † 1314), граф на Кастел, женен I. за Маргарета, II. за Вендел
- Фридрих (* ок. 1293)
- Бертхолд I († 1300), женен за Юта фон Диц-Вайлнау († 2 юли 1319)
- Конрад I (* ок. 1301)
- Херман II († 1331), граф на Кастел, женен ок. 1293 г. за маркграфиня Маргарета фон Бургау († сл. 1322)
- Хедвиг († сл. 1331), омъжена пр. 5 ноември 1309 г. за Албрехт фон Хоенлое-Шелклинген в Мьокмюл († 16 април 1338)
- Хайнрих III (fl 1347)